# Hypoleria cleriodes
Hypoleria cleriodes is een vlinder uit de familie Nymphalidae. De wetenschappelijke naam van de soort is voor het eerst geldig gepubliceerd in 1951 door Romualdo Ferreira d'Almeida.